# Gewone haarmuts
Gewone haarmuts (Orthotrichum affine) is een soort uit het geslacht haarmuts (Orthotrichum).

## Determinatie
De plant is klein, met stengels die tot 3 cm lang worden. De bladeren zijn rechtopstaand en recht wanneer droog, langwerpig tot eivormig-lancetvormig, 2–4 mm lang. De randen zijn omgekruld tot net onder de top, zonder insnijdingen, met een scherpe top. De bladcellen aan de basis van het blad zijn lang-rectangulair tot langwerpig, met dikke, knobbelige wanden. De bovenste cellen zijn enkelvoudig en hebben 2 of 3 papillen per cel. De voortplanting gebeurt seksueel, met beide geslachten op dezelfde plant. De seta is 1–2,2 mm lang, terwijl de sporenkapsel zelf 1/2 tot de helft uitsteekt, langwerpig-cilindrisch wanneer volgroeid en cilindrisch met inkepingen langs de hele lengte wanneer oud en droog. De sporenkapsel heeft 8 duidelijke ribben die 2/3 van de lengte bedekken. Het peristoom bestaat uit 8 rechtopstaande tanden die grof en onduidelijk papillair zijn. Het calyptra is kegelvormig-langwerpig, glad met enkele papillaire haren. De sporen zijn 15–18 µm groot.

## Ecologie
Het komt vooral epifytisch voor op bomen en struiken met een matig voedselrijke tot voedselrijke, neutrale schors, zoals wilg, populier, es, eik, iep en vlier. De soort groeit als pionier op stammen en takken, in meestal open bossen of bosranden, in struwelen en vaak ook op vrijstaande bomen. De standplaats is meestal lichtrijk. Minder vaak is de soort aan te treffen op steen zoals beton, baksteen, basalt, dakpannen, golfplaten en natuursteen.

### Syntaxonomie
In de syntaxonomie staat gewone haarmuts te boek als kensoort voor de klasse van haarmutsen en vingermossen.

## Verspreiding
Gewone haarmuts komt voor in een groot deel van de gematigde streken van het noordelijk halfrond. Deze haarmuts kende in Nederland in de vorige eeuw nog een behoorlijke achteruitgang als gevolg van luchtverontreiniging. Anno 2002 is het weer een zeer algemene soort.

## Fotogalerij

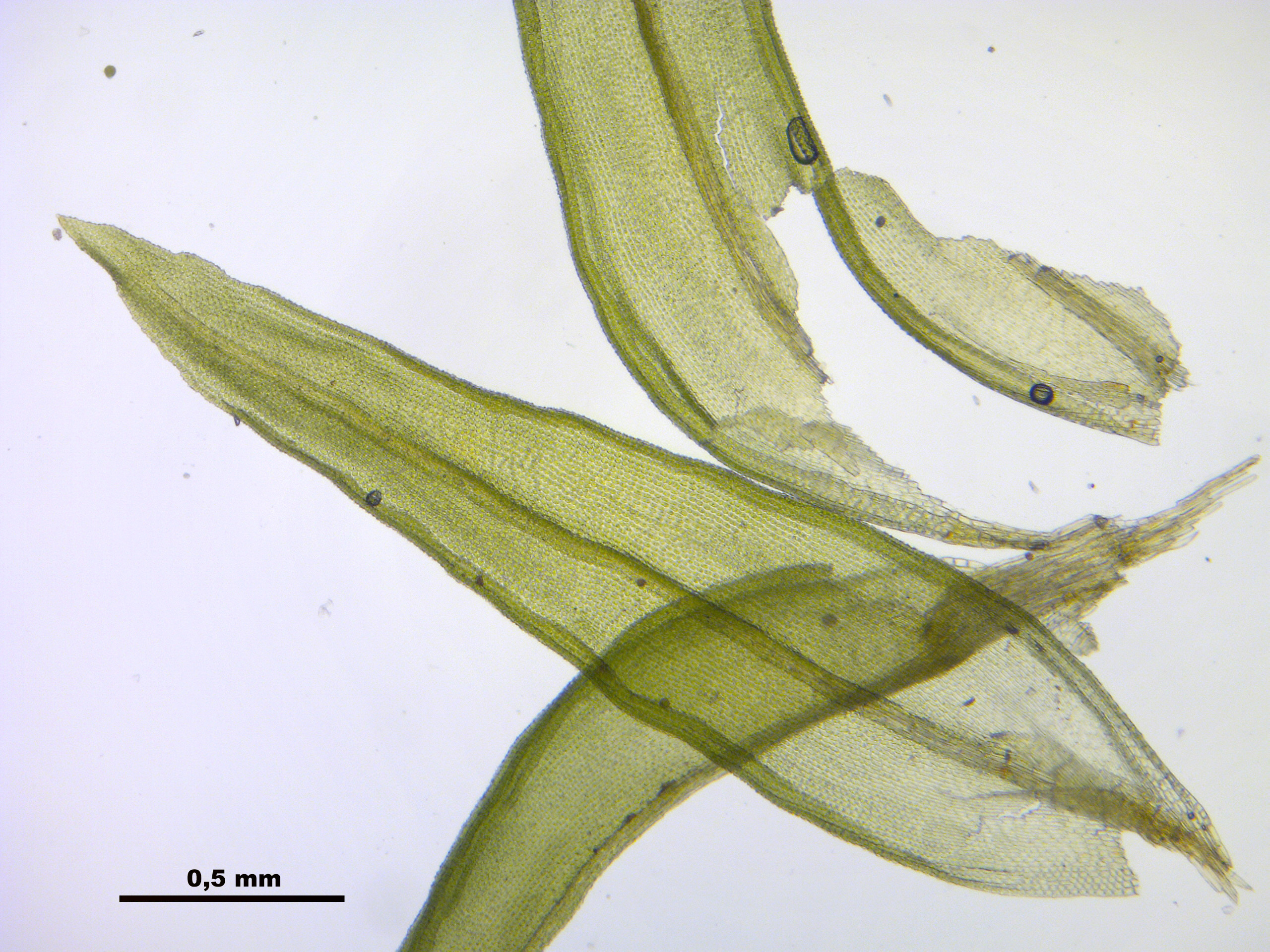
Bladeren
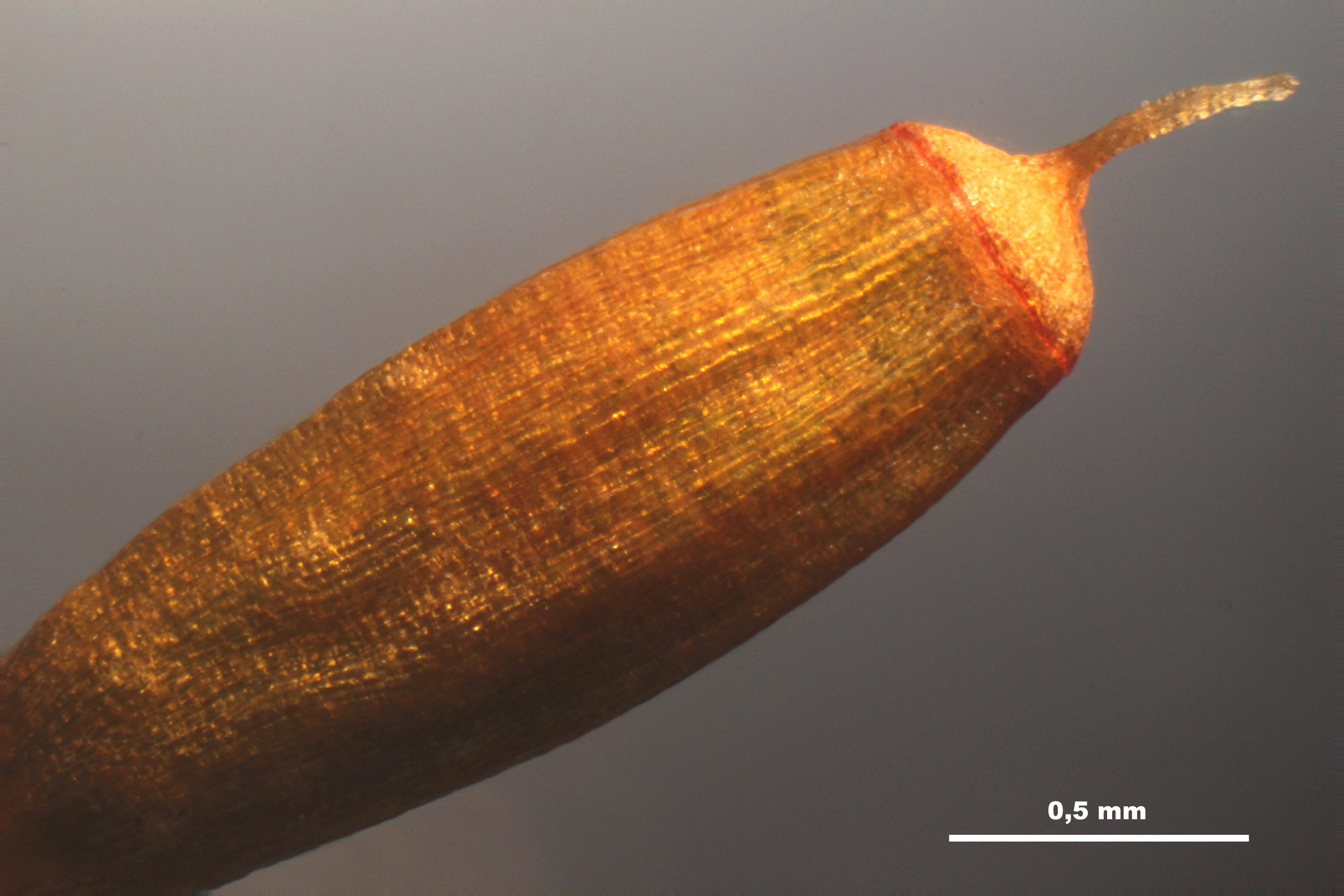
Sporenkapsel
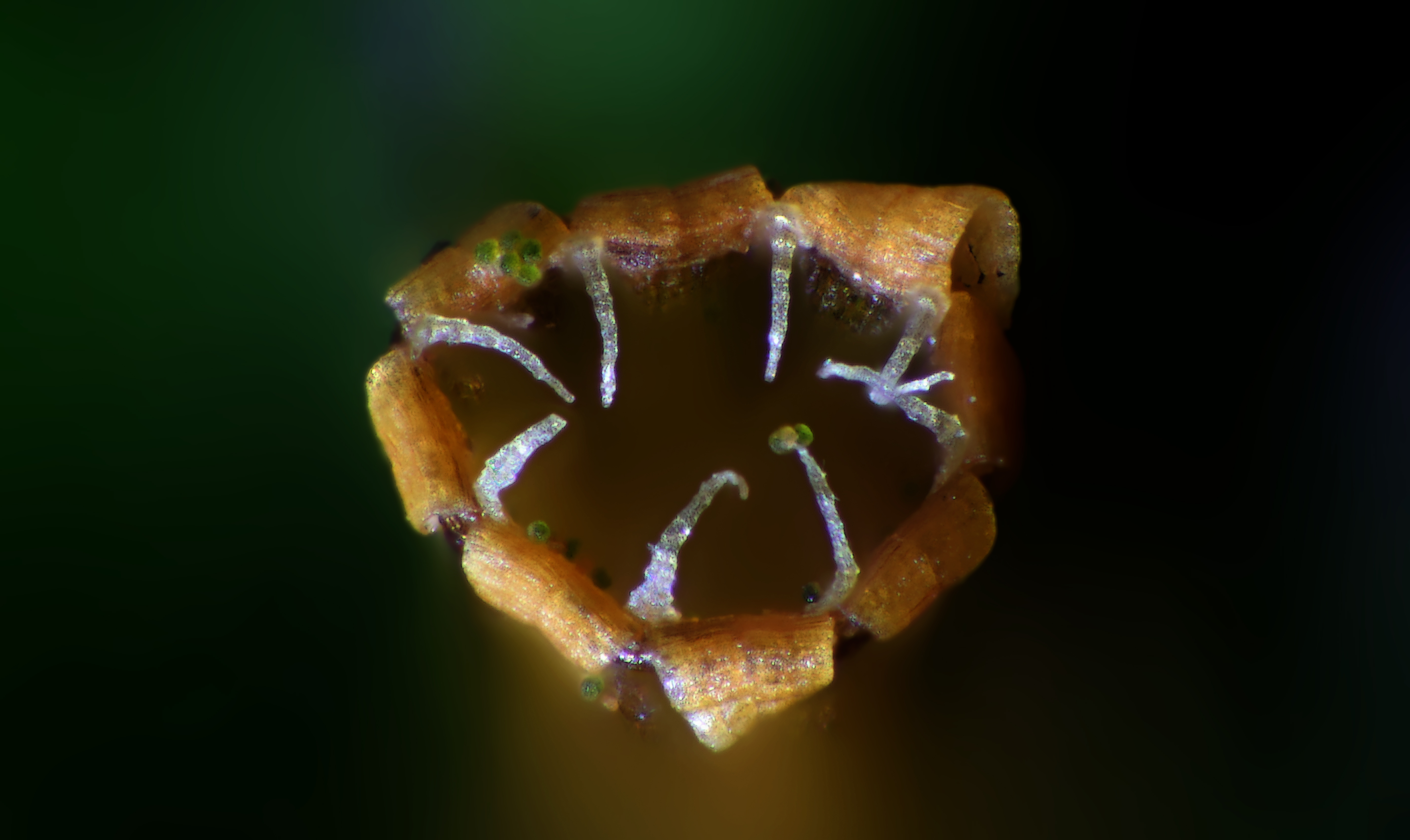
Peristoom
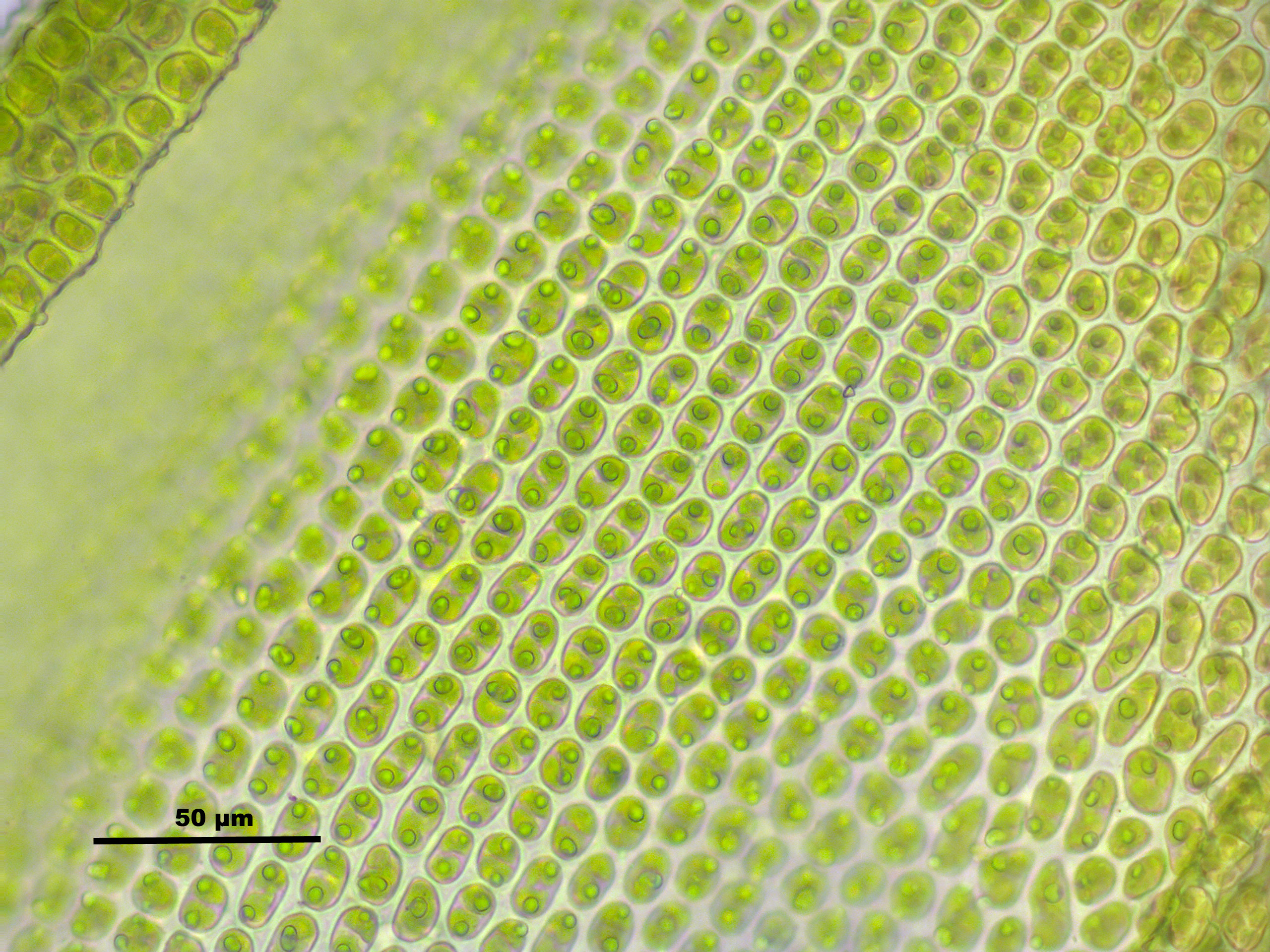
Bladcellen midden
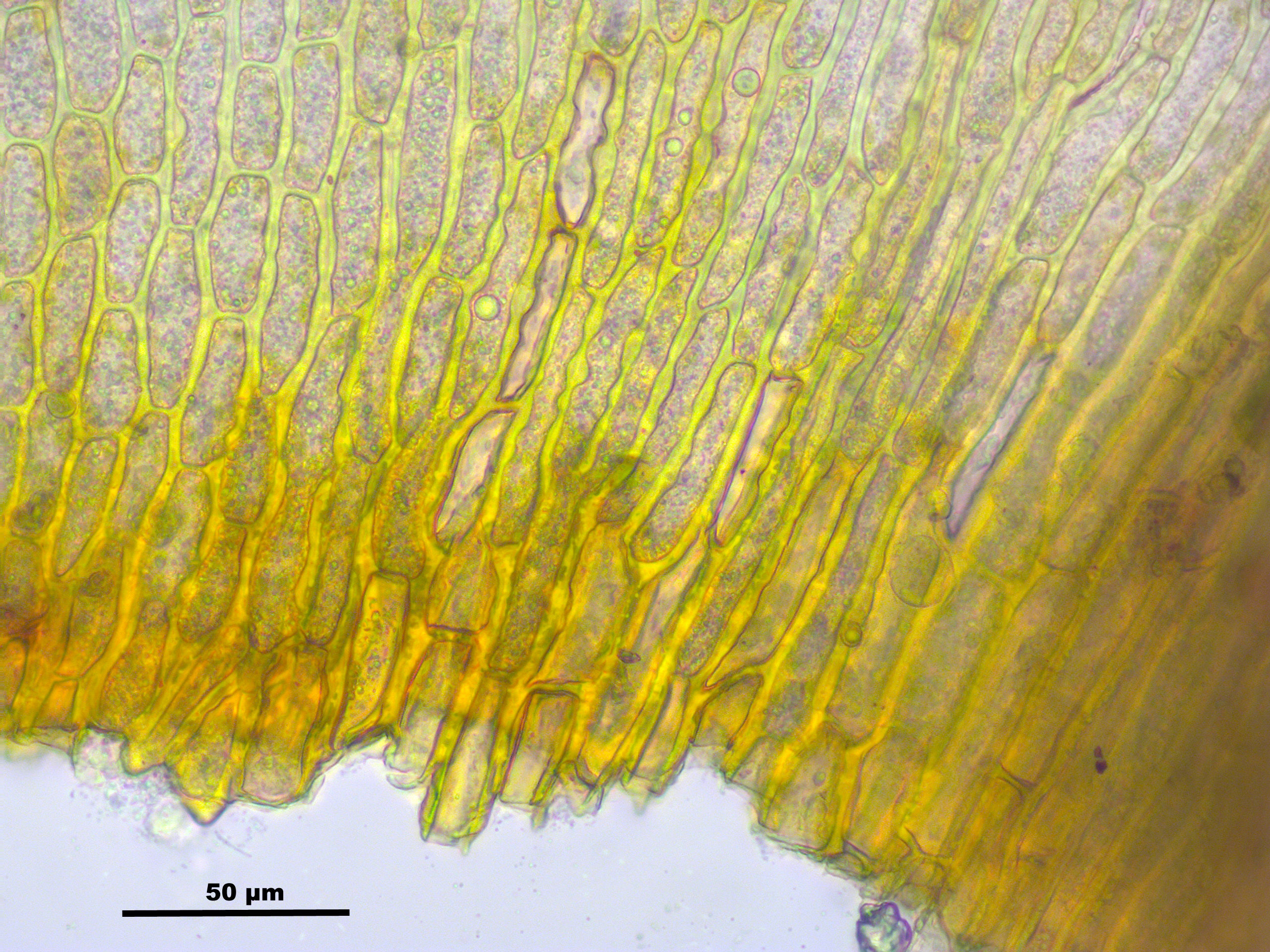
Bladcellen voet
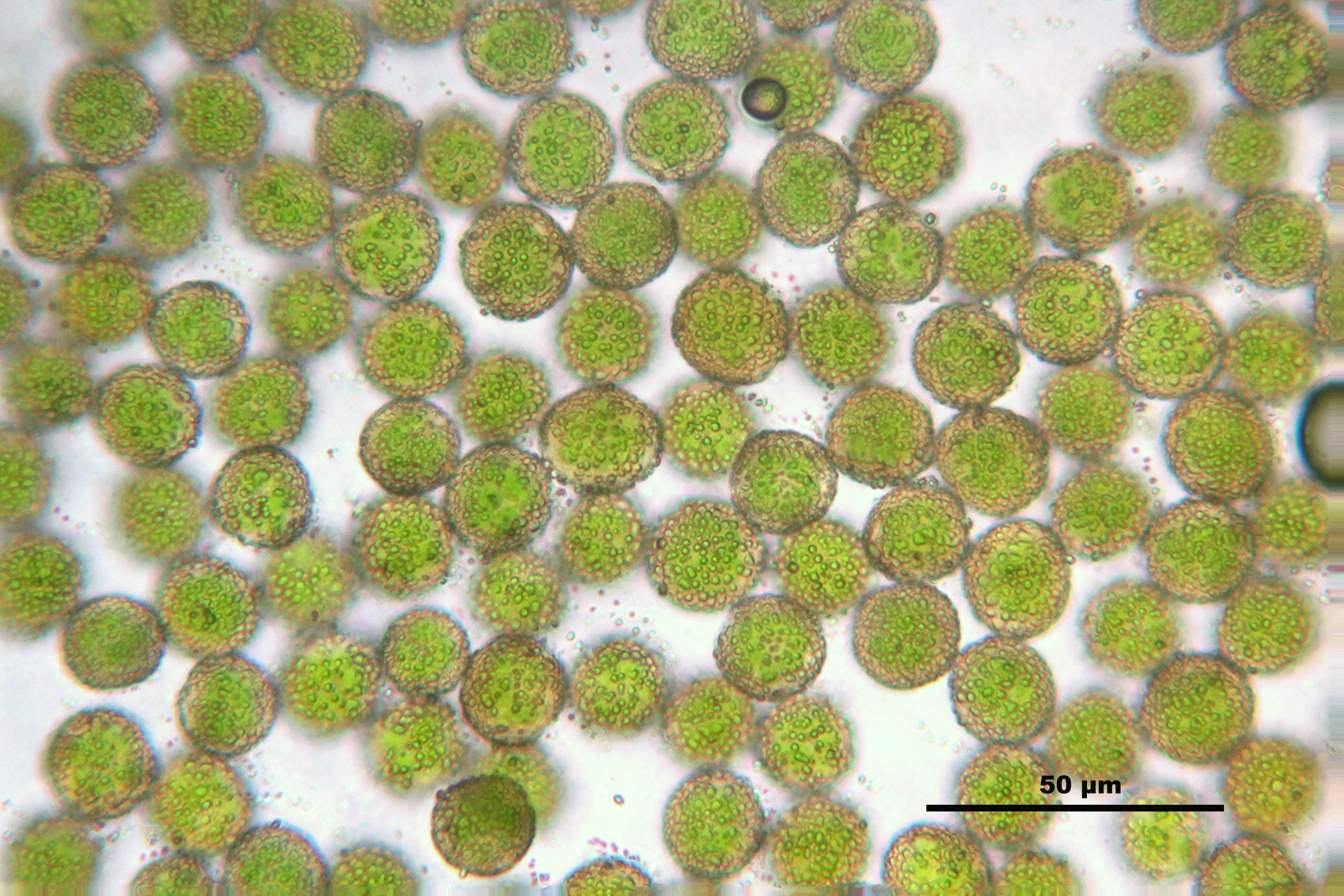
Sporen